# جانيت هين
جانيت هين (بالألمانية: Jeanette Hain)‏ (و. 1969 – م) هي ممثلة من ألمانيا . ولدت في ميونخ .

## روابط خارجية
- جانيت هين على موقع IMDb (الإنجليزية)
- جانيت هين على موقع ميتاكريتيك (الإنجليزية)
- جانيت هين على موقع روتن توميتوز (الإنجليزية)
- جانيت هين على موقع مونزينجر (الألمانية)
- جانيت هين على موقع قاعدة بيانات الأفلام العربية
- جانيت هين على موقع ألو سيني (الفرنسية)
- جانيت هين على موقع ميوزك برينز (الإنجليزية)
- جانيت هين على موقع أول موفي (الإنجليزية)
- جانيت هين على موقع قاعدة بيانات الأفلام السويدية (السويدية)
- جانيت هين على موقع ديسكوغز (الإنجليزية)